# 福岡テンジン大学
福岡テンジン大学（ふくおかテンジンだいがく、英称:Fukuoka Tenjin University Network）は、日本の特定非営利活動法人（NPO法人）。学校教育法で定められた正規の大学ではなく、生涯学習を推進する団体である。
NPO法人「シブヤ大学」のノウハウを移転して開校した姉妹校で、京都・名古屋・札幌・広島に次ぐ5校目。コンセプトは「校舎は街、教科書は人　学びの場、テンジンに通う」。

## 概要
代表（=「学長」と呼ばれる）は、岩永真一（いわなが しんいち）。カエルメディアに勤めながら、学長を兼任している。学生時代よりNPO法人グリーンバードの活動に参加し、福岡打ち水大作戦やWe Love 天神協議会にも参画。2009年に独立後、福岡市が行う共働事業提案制度に「福岡テンジン大学」を提案、2010年9月に福岡テンジン大学として開校し、現在学長を務める。
通常の大学とは異なり、先生として街の人々を招き、ホームページ上にてその講義を受ける生徒を募集するというスタイルをとっている（募集には「学生登録」が必要。後述）。また、運営スタッフも、ほとんどが兼職であり、中には学生もいる。

### 参加方法
[編集中]

## 姉妹校
- シブヤ大学（2006年9月開校）
- 京都カラスマ大学（2008年10月開校）
- 大ナゴヤ大学（2009年9月開校）
- 札幌オオドオリ大学（2010年2月開校）
- ひろしまジン大学（2010年5月開校）
- 東京にしがわ大学（2010年10月開校）
- 琉球ニライ大学（2010年11月開校）
- サクラ島大学（2011年7月開校）